# Geobiocenóza
Geobiocenóza (prof. Zlatníkem gramaticky upravený termín biogeocenóza) je soubor biocenózy (živé přírody) se svým prostředím. Je to prostorový systém a existenční celek organismů s jejich prostředím v krajině. Geobiocenózy jsou základními stavebními jednotkami pozemské přírody. V geobiocenóze jsou rostliny a živočichové včetně mikroorganismů, půda a ovzduší propojeny v komplexní, otevřený systém živé, odumřelé a anorganické hmoty, v němž se shromažďuje hmota i energie. Geobiocenózu lze přirovnat k ekosystému a zabývá se jí obor geobiocenologie.

## Geobiocenóza vs. ekosystém
Často se geobiocenóza považuje za synonymum ekosystému. Neplatí to však obecně, protože termín ekosystém je obsahově mnohem širší než termín geobiocenóza. Za ekosystém se považuje jakýkoli systém jednoty organismů s jejich prostředím, ať už je to jednota z časového hlediska relativně trvalá, nebo dočasná. Geobiocenóza je jednota organismů s jejich prostředím v krajině. Není to už např.: jednotlivě kvetoucí rostlina na poušti nebo laboratorně pěstovaná rostlina ve zkumavce. Za ekosystém se považují i lidská sídliště a zcela umělá prostředí, např. v kosmických lodích. Všechny geobiocenózy jsou ekosystémy, avšak všechny ekosystémy nejsou geobiocenózy. Termíny se shodují např. v případě lesa (lesní ekosystém a lesní geobiocenóza), kdy jsou geobiocenózy ještě přírodní (např. pralesy) nebo z nich odvozené (např. lesy hospodářské).

## Struktura geobiocenózy
- Biocenóza – živá příroda, živé organismy
  - fytocenóza – rostliny
  - zoocenóza – živočichové
- Ekotop (biotop) – neživá příroda, neživé prostředí
  - klimatop – soubor klimatických činitelů
  - edafotop (edatop) – soubor půdních činitelů
  - hydrotop – soubor činitelů hydrických

Geobiocenóza je prostorový systém, ve kterém z výzkumného hlediska rozlišujeme pojmy vnitřního a vnějšího prostoru geobiocenózy. U suchozemských geobioceóz se dále dělí na části prostoru.
- vnitřní prostor – ohraničen plochou, kam zasahují živé organismy
  - vzdušný prostor (prostor mikroklimatu a bioklimatu)
  - půdní prostor – vymezen přítomností kořenového systému rostlin
- vnější prostor – je vně vnitřního prostoru
  - vnější atmosféra – charakterizovaná určitým klimatem
  - hlubší části matečných hornin[1]

## Funkční pojetí geobiocenózy
Geobiocenóza je jako ekosystém složitým systémem navzájem propojených vztahů a toků hmoty a energie. Skládá se ze 4 důležitých funkčních složek:
1. Biotop je souhrn všech neživých (abiotických) součástí přírody, představující prostředí pro biotické složky (biocenózu).
2. Producenti jsou všechny autotrofní organismy. Ty vytvářejí ve svém těle z anorganických látek a sluneční energie látky organické, čímž produkují primární organickou hmotu (biomasu), která je přímo nebo nepřímo zdrojem potravy všech heterotrofních organismů. Mezi producenty patří veškeré zelené rostliny, které obsahují chlorofyl, takže jsou schopné fotosyntézy, a také menší skupina chemotrofních bakterií. Ty získávají energii oxidací některých anorganických látek.
3. Konzumenti jsou všichni heterotrofní makrokonzumenti, kteří přijímají rostlinnou nebo živočišnou organickou hmotu, která je jim zdrojem látek a energie. Mezi konzumenty patří všichni živočichové, také však vyšší nezelené rostliny bez chlorofylu.
4. Dekompozitoři (destruenti) jsou heterotrofní mikrokonzumenti, kteří rozkládají složky organické hmoty. Tito rozkladači některé z produktů spotřebovávají jako zdroj látek a energie, jiné produkty zůstávají jako zdroje potravy pro další dekompozitory. Uvolňují z organických látek minerální živiny, které mohou využívat producenti. Patří sem bakterie, plísně, houby.[2]